# Hrabstwo Woodford (Illinois)
Hrabstwo Woodford – hrabstwo w USA w stanie Illinois. Według spisu z 2000 liczba ludności wynosiła 35 469.  Stolicą hrabstwa jest Eureka.

## Geografia
Według spisu hrabstwo Woodford zajmuje powierzchnię 1406 km², z czego 1367 km² stanowią lądy a 38 km² stanowią wody.

### Miasta
- El Paso
- Eureka
- Minonk

### Wioski
- Germantown Hills
- Metamora
- Roanoke
- Washburn
- Bay View Gardens
- Benson
- Congerville
- Kappa
- Panola
- Secor
- Spring Bay

### Sąsiednie hrabstwa
- Hrabstwo Marshall-północ
- Hrabstwo La Salle-północny wschód
- Hrabstwo Livingston-wschód
- Hrabstwo McLean-południowy wschód
- Hrabstwo Tazewell-południowy zachód

Stan Illinois na mapie USA

- Hrabstwo Peoria-zachód

## Historia
Hrabstwo Woodford powstało w 1841 z dwóch innych hrabstw: Tazewell  i McLean. Hrabstwo zostało nazwane na cześć generała Williama Woodforda, który walczył razem z George'em Washingtonem pod Valley.

## Demografia
Według spisu z 2000, hrabstwo zamieszkuje 35 469 osób, które tworzą 12 797 gospodarstw domowych, oraz 9 802 rodzin. Gęstość zaludnienia wynosi 26/km². Na terenie hrabstwa jest 13 487 budynków mieszkalnych, których częstość występowania wynosi 10/km². Hrabstwo zamieszkuje 98,47% ludności białej, 0,25% czarnej, 0,17% rdzennych mieszkańców Ameryki, 0,31% Azjatów, 0,01% mieszkańców Pacyfiku, 0,14% innej rasy 0,65% ludności wywodzącej się z dwóch lub więcej ras.  0,68% ludności to Hiszpanie, Latynosi lub inni.
W hrabstwie znajduje się 12 797 gospodarstw domowych, których 35,40% stanowią dzieci poniżej 18 roku życia mieszkający z rodzicami, 67,50% małżeństwa mieszkające razem, 6,60% stanowią samotne matki a 23,40% osoby nieposiadające rodziny. 20,50% wszystkich gospodarstw domowych składa się z 1 osoby, a 10,40% żyje samotnie i ma powyżej 65 roku życia. Średnia wielkość gospodarstwa domowego wynosi 2,69 osoby, a rodziny wynosi 3,12 osoby.
Przedział wiekowy populacji hrabstwa kształtuje się w sposób następujący: 26,70% osoby poniżej 18 roku życia, 8,70% osoby pomiędzy 18 a 24 rokiem życia, 26,20% osoby pomiędzy 25 a 44 rokiem życia, 23,60% osoby pomiędzy 45 a 64 rokiem życia, oraz 14.80% osób powyżej 65 roku życia. Średnia wieku to 38 lat. Na 100 kobiet przypada 95,50 mężczyzn, a na każde 100 kobiet poniżej 18 roku życia przypada 92,90 mężczyzn.
Średni dochód dla gospodarstwa domowego to 51 394 USD, a na rodzinę 58 305 USD. Mężczyźni osiągają średni dochód w wysokości 42 150 dolarów a kobiety 25 251 dolarów. Średni dochód na osobę w hrabstwie wynosi 21 956 dolarów. Około 2,90% rodzin i 4,30% ludności żyje z minimum socjalnego, z tego 5,80% poniżej 18 roku życia oraz 4,20% powyżej 65 roku życia.